# Марківська сільська рада (Кобеляцький район)
Марківська сільська рада — колишній орган місцевого самоврядування у Кобеляцькому районі Полтавської області з центром у c. Марківка.

## Населені пункти
Сільраді були підпорядковані населені пункти:
- c. Марківка
- с. Свічкареве
- с. Трояни